# Cubic Ninja
Cubic Ninja (キュービックニンジャ) est un jeu vidéo de plates-formes développé par AQ Interactive et sorti en 2011 sur Nintendo 3DS.

## Accueil
- Jeuxvideo.com : 6/20[1]

## Faille de sécurité
Ce jeu vidéo est à l'origine de la faille de sécurité des consoles de la famille Nintendo 3DS nommée "ninjhax". Le jeu sauvegarde des données sur la carte SD sans y introduire de limite de taille pour les recharger plus tard, seulement ce système de Sauvegarde (informatique) permet de charger des données modifiées afin d'être utilisées comme point d'entrée (aussi appelé "exploit"). Cette faille permet donc de charger du code non signé depuis la carte SD contenue dans la console, elle a été découverte par un utilisateur connu sous le pseudonyme "smealum" puis gardée secrète pendant plusieurs mois afin d'empêcher les développeurs de Nintendo de la trouver et de la corriger. En gardant cet exploit secret pendant plusieurs mois, smealum a permis à cette faille de perdurer jusqu'aux consoles New Nintendo 3DS tout en préparant des programmes dit "Homebrew" avec des utilisateurs qu'il jugeait de "confiance" afin de permettre à tous le monde d'en bénéficier dès la révélation de la faille.